# Helmut Bühler
Helmut Bühler (* 2. Juli 1957 in Thusis) ist ein liechtensteinischer Politiker. Er war von 2001 bis 2005 Abgeordneter im Landtag des Fürstentums Liechtenstein.

## Biografie
Bühler ist der Sohn eines Bauführers und wuchs mit drei Geschwistern auf. Er ist verheiratet und hat zwei Kinder. Nach der Realschule in Eschen absolvierte er eine Berufslehre als Hochbauzeichner und anschliessend eine Maurerlehre. Von 1984 bis 1985 besuchte er die Bauführerschule in Aarau. Als Bauführer ist er seit 2000 bei der Gemeinde Gamprin angestellt. 2001 wurde Bühler für die Vaterländische Union in den Landtag des Fürstentums Liechtenstein gewählt und gehörte danach der Geschäftsprüfungskommission. Bei den Landtagswahlen 2005 konnte er sein Mandat nicht verteidigen.